# Вагин, Андрей Григорьевич
Андрей Григорьевич Вагин (1923 — 2006) — советский и российский художник-живописец и график. Член Союза художников СССР (1968; Союза художников России с 1992). Заслуженный художник РСФСР (1991). 

## Биография
Родился 27 октября 1923 года в селе Ашмарино (на территории современного Новокузнецкого района Кемеровской области). 
С 1940 года после окончания Осинникской городской школы фабрично-заводского обучения А. Г. Вагин начал свою трудовую деятельность забойщиком в шахте. В конце июня 1941 года  в начальный период Великой Отечественной войны, А. Г. Вагин с товарищами по работе был призван в ряды Рабоче-Крестьянской Красной армии и был отправлен добровольцем в действующую армию, на фронт. Участник Великой Отечественной войны в составе Ленинградского и Сталинградского фронтов, был участником боёв за Карелию и за город Сталинград, был тяжело ранен. С 1943 года после лечения в военном госпитале, был комиссован из рядов Красной армии как инвалид войны и начал работать учителем в Горьковской средней школе. За участие в войне был награждён Орденом Отечественной войны 2-й степени.
С 1945 по 1949 годы  А. Г. Вагин переехал в город Новокузнецк и начал работать в Новокузнецком художественно-производственном комбинате, позже преподавал уроки  рисования в Осинникской средней школе. С 1949 по 1953 годы проходил обучение в Горьковском художественном училище, его учителем был будущий народный художник России С. П. Тумаков. С 1953 года начал работать художником в Алтайском отделении художественного фонда РСФСР, был участником многочисленных творческих поездок на целину.
С 1954 года А. Г. Вагин был участником республиканских, всероссийских, всесоюзных и международных и персональных художественных выставок: 1955, 1957 годы — «Выставка произведений художников России» (Москва), 1969 год — «Всесоюзная выставка мастеров эстампов» (Вильнюс), 1970 год — «Земля Алтайская» (Москва), 1970, 1977, 1980, 1992 и 1999 годы — «Советская Россия» (Москва), 1974 год — «Выставка графиков Сибири» (Франция), 1984 год — «Выставка произведений художников Алтая (Япония),  1979 год — «Мы строим БАМ» (Улан-Удэ), 1995 год — «50 лет Победы» (Москва), 2004 год — «Россия-Х» (Москва). Персональные выставки: 1965, 1969, 1975, 1977, 1984, 1993 и 2003 годы — в Барнауле, 1970 и 1974 годы — в Бийске, 1974 год — в Горно-Алтайске, 1984 год — в Новокузнецке и Новосибирске, 1985 год — в Нижнем Новгороде. А. Г. Вагин был основателем картинной галереи в городе Барнауле.
Основные художественные работы А. Г. Вагина: серии «Так поднималась целина»: «В непогоду», «За шахматами» и «В часы досуга», пейзажи: «Трактористы слушают музыку», «Едут новоселы», «Доярка Клавдия Бархатова»,  «На весенние работы», «Суровые годы» и «На току», линогравюры: «Мой город», «Пришла весна», «Весенние мелодии», «Коксохим строится» и «Ритмы строек», цикл гравюр: «Литературные места России»: «Пушкинское Болдино», «Пушкиногорье», «Родина поэта», «Тарханы», «Спасское-Лутовиново», «Ясная Поляна», «Некрасовская Карабиха» и «Чеховское Мелихово», серия гравюр: «Окрестности Барнаула», «Мой Барнаул» и «Сибирские новостройки», графические работы: «Лебединая симфония», «И светла от берез Россия» и «Когда яблони цветут».
Художественные произведения А. Г. Вагина находятся в картинных галереях и музеях двадцати пяти городов, в том числе — Барнаул,  Новокузнецк, Бийск, Горно-Алтайск, Новосибирск, Пенза, Томск, Орёл и Нижний Новгород, более двухсот графических и живописных работ А. Г. Вагина находятся в Государственном художественном музее Алтайского края. Многие художественные произведения А. Г. Вагина хранятся в картинных галереях, музеях и частных коллекциях в таких странах как — Англия, США, Германия, Франция, Япония, Корея и Монголия. 
В 1968 году А. Г. Вагин был избран членом Союза художников СССР, с 1992 года являлся членом — Союза художников России.
13 марта 1991 года Указом Президиума Верховного Совета РСФСР «за достижения в области изобразительного искусства» А. Г. Вагину было присвоено почётное звание — Заслуженный художник РСФСР.
В 1995 году А. Г. Вагину одному из первых в Алтайском крае была вручена премия города Барнаула в области культуры, искусства и литературы.
Умер 21 августа 2006 года в городе Барнауле.

## Награды
- Орден Отечественной войны II степени (23.12.1985[5])
- Медаль «За победу над Германией в Великой Отечественной войне 1941—1945 гг.»
- Медаль «В ознаменование 100-летия со дня рождения Владимира Ильича Ленина»

### Звания
- Заслуженный художник РСФСР (1991[4])

### Премии
- Лауреат муниципальной премии города Барнаула в области культуры, искусства и литературы (1995[1])